# Pivovar Bělá nad Radbuzou
Pivovar v Bělé nad Radbuzou stával v jihozápadní části areálu hospodářského dvora zámku ve městě Bělá nad Radbuzou.

## Historie
První písemná zmínka o Bělé nad Radbuzou pochází z Kosmovy kroniky a uvádí se rok 1121 v souvislosti s nově zbudovaným blízkým hradem Přimdou. Nad původním českým obyvatelstvem postupně od 13. století převážili Němci, což se projevilo tím, že se vžil německý název obce Weissensulz.   
Kdy byl pivovar v Bělé nad Radbuzou přesně založen se neví, ale došlo k tomu určitě před rokem 1596, kdy se majiteli Bělé stali Lamingenové z Albenreuthu, sídlící od roku 1480 na tvrzi a později zámku v sousedním Újezdu Svatého Kříže, tehdy nazývaného Újezd v Chodech. Na konci 16. století se také objevují první zmínky o vaření piva na panském dvoře v Bělé, který byl kompletně dokončený v roce 1614.
V  roce 1678 pak Volf Maxmilián Lamingen prodal panství Újezd Svatého Kříže spolu s Bělou nad Radbuzou Zdeňkovi Kašparovi Kaplíři ze Sulevic, známému obhájci Vídně proti Turkům.
Po smrti Kašpara Kaplíře připadlo panství jeho třetí manželce Anně Terezii Cukrové z Tamfeldu. Cukrové z Tamfeldu zde hospodařili až do r. 1796, kdy panství zdědili Kocové z Dobrše, kteří se sice zaměřovali hlavně na rozvoj sklářství, ale skláři měli nárok na deputátní pivo a tak se v rozpočtu panství vždy myslelo i na pivovar. Rodu Koců z Dobrše pak patřil pivovar až do vyvlastnění po druhé světové válce.
Pivovar se od počátku rozvíjel jako panský, což byla výhoda oproti měšťanským, kdy vrchnost měla i v dobách krize dostatek kapitálu a surovin. V následujících obdobích pivovar celkem prosperoval, někdy se dařilo více, někdy méně.
Svého rekordního výstavu 22 255 hl dosáhl pivovar v letech 1938/1939. Podle pamětníků bylo bělské pivo velmi dobré a to hlavně díky kvalitní vodě z nedaleké studny za řekou.
Po druhé světové válce byl na základě dekretu prezidenta republiky z 21.6.1945 č.12 sb. Jindřichu Kocovi z Dobrše velkostatek včetně pivovaru zkonfiskován. Pak byl na krátký čas začleněn pod Národní správu československý pivovarů v Praze, ale ještě v roce 1945 přešel pod správu Zemského pozemkového fondu. V roce 1947 došlo k definitivnímu zestátnění pivovaru a odtržení od velkostatku. Pivovar se tak dostal pod Vrchní správu státních pivovarů v Benešově. Po únoru 1948 se započala poslední etapa již státního pivovaru, kdy v rámci tvorby národních podniků byl v lednu 1949 začleněn pod Západočeské pivovary n.p.
Od 1. ledna 1953 byl pak začleněn po národní podnik Chodské pivovary, po zrušení tohoto podniku se od roku 1955 vrátil zpět pod Západočeské pivovary a následně po zrušení tohoto národního podniku k 31. 3. 1958 se převedl do národního podniku Plzeňské pivovary.
V souvislosti s centralizací výroby piva došlo 31.12.1960 k definitivnímu uzavření Bělského pivovaru. V tomto roce zde uvařil jeho poslední sládek pan Josef Kurc 8 650 hl piva. Objekty pivovaru pak sloužily k různým účelům. V jedné části se sušilo obilí, v tancích se skladovala surovina pro výrobky Fruty Horšovský Týn a ve zbylých prostorách probíhala výroba zemědělské techniky Kovodružstvem Strážov. Prostory bývalého pivovaru ale nebyly pro kovodělnou výrobu vhodné a proto byl pro tyto účely postaven nový výrobní závod na východním okraji Bělé a založena nová společnost Kovo výrobní družstvo Bělá nad Radbuzou.
I když byly budovy i koncem 70 let dvacátého století stále v relativně dobrém technickém stavu bylo rozhodnuto o jejich demolici. K tomu došlo 27.2.1980. Stejný osud na přelomu 70. a 80. let dvacátého století postihl i zámek v Újezdu svatého Kříže a kostely v obcích Železná a Rybník.
Po jeho zboření a odvezení stavební sutě do bažin mezi řekou Radbuzou a železniční tratí při silnici do obce Bystřice byla plocha zpevněna panely a pozemek byl využíván k parkování zemědělských strojů a techniky státním statkem, který sídlil ve správní budově a hospodařil v objektech hospodářského dvora.
Po ukončení fungování státního statku v Bělé nad Radbuzou přešel pozemek po zbořeném pivovaru do správy Pozemkového fondu ČR.
V letech 1998 – 2003 postupně získal pozemky, na kterých stával Bělský pivovar jako náhradní restituční plnění pan Ivo Šperl z Bělé nad Radbuzou.
Globální finanční krize pak v roce 2008 znamenala definitivní zastavení plánů na ekonomicky rentabilní využití těchto pozemků
Zdroj:  Státní okresní archiv Domažlice se sídlem v Horšovském Týně, vyprávění pamětníků,internet a vlastní archiv.